# Marrucins

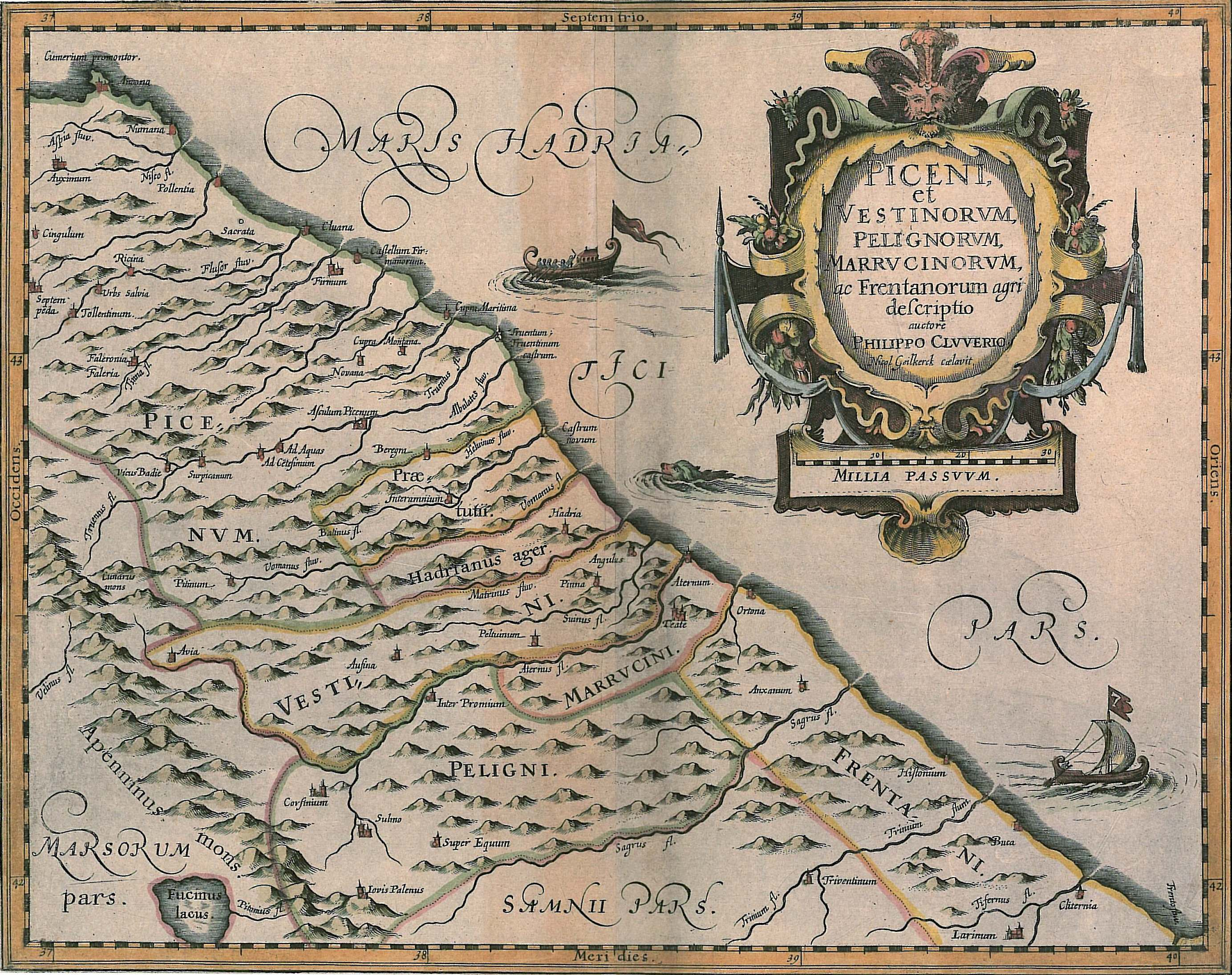
Carte côte Est de l’Italie

Les Marrucins (Marrucini" en latin) étaient un peuple italique qui occupait une petite bande de territoire sur la côte est de l'Italie. La tribu est d'abord mentionnée dans l'histoire comme un membre d'une confédération dirigée par les Romains lors de la deuxième guerre contre les Samnites. Ils sont assez proches des Péligniens.